# Rhizoecus vitis
Rhizoecus vitis är en insektsart som beskrevs av Borchsenius 1949. Rhizoecus vitis ingår i släktet Rhizoecus och familjen ullsköldlöss.
Artens utbredningsområde är Ukraina. Inga underarter finns listade i Catalogue of Life.